# ناوچه دنا
| دنا                | دنا |  |
| ------------------ | --- |  |
|                    | |  |
| اطلاعات کلی        | |  |
| برگرفته از نام     | رشته کوه دنا                                                                                              |  |
| نوع کشتی           | ناومحافظ سبک، فریگیت                                                                                      |  |
| کلاس               | کلاس موج                                                                                                  |  |
| کشور سازنده        | ایران |  |
| ساخت کارخانه       | کارخانجات نیروی دریایی ارتش جمهوری اسلامی ایران                                                           |  |
| ورود به ناوگان     | ۱۴۰۰/۰۳/۲۴                                                                                                |  |
| مشخصات             | |  |
| طول کشتی           | ۹۴ متر |  |
| پهنای بدنه         | ۱۱ متر |  |
| نوع موتور          | نامشخص، برآورد شده: دو موتور هر یک با توان ۱۰هزار اسب بخار چهار ژنراتور دیزل ۵۵۰ کیلوواتی                 |  |
| تعداد خدمه         | ۱۴۰ نفر                                                                                                   |  |
| سرعت               | ۳۰ گره دریایی (۵۶ کیلومتربرساعت)                                                                          |  |
| برد عملیاتی        | ۳۰۰۰ مایل دریایی (بیش از ۵۵۰۰ کیلومتر)                                                                    |  |
| جنگ‌افزارها         | |  |
| توپخانه            | ۲× اژدرانداز سه‌گانه سبک ۵۳۳ میلی‌متری کوسه ۱ × توپ ۷۶ میلی‌متری فجر ۲۷ ۲× توپ ۲۰ میلی‌متری فاتح              |  |
| سیستم موشکی        | ۴ × موشک سطح‌به‌سطح سی-۸۰۲ یا سی-۸۰۳ یا نور یا قادر یا قدیر                                                 |  |
| رادار              | رادار ایرانی و پیشرفته عصر                                                                                |  |
| توپخانه ضدهوایی    | سامانه دفاع نزدیک کمند                                                                                    |  |
| موشک دفاع هوایی    | ۴× موشک سطح‌به‌هوای محراب (ریم-۶۶ استاندارد)                                                                |  |
| جنگ الکترونیک      | دارای سامانه جنگ الکترونیک (به اختصار جنگال) یکپارچه و پیشرفته می‌باشد(٫یشرفته‌ترین در کلاس موج تا به امروز |  |
| هواگردهای قابل حمل | ۱× بالگرد ضد زیردریایی بل ۲۱۲ یا اس‌اچ۳-سی کینگ                                                            |  |
| سرنوشت             | |  |

دِنا چهارمین ناومحافظ از کلاس موج است که توسط نیروی دریایی ارتش جمهوری اسلامی ایران طراحی و ساخته شده‌است. این کشتی در خرداد ماه سال ۱۴۰۰ خورشیدی به ناوگان نیروی دریایی ارتش ایران در بندرعباس پیوست.
این کشتی سومین نمونه از کلاس خود است و پس از ناوهای جماران، دماوند و سهند ساخته شده‌است. رسانه‌های ایران از شناورهای این کلاس تحت عنوان ناوشکن یاد می‌کنند، اما بر اساس سیستم طبقه‌بندی کشورهای دیگر دنیا این شناورها یک ناوچه محسوب می‌شوند

## تسلیحات
ناومحافظ دنا تسلیحاتی همانند دیگر ناوچه های کلاس موج را دارد و همانند دیگر ناومحافظ ها مشکل کمبود تسلیحات دارد. به گفته فرماندهان ارتش ایران این ناو دارای سیستم های الکترونیک، جنگال ، و رادار پیشرفته تر از دیگر ناوچه های این کلاس است ، به عنوان مثال در بخش رادار از رادار پیشرفته عصر بهره‌مند میباشد که اولین بار در رزمایش آیونز دریایی ۲۰۲۲ دیده شد.

## مأموریت ها
گردش ۳۶۰ درجه دور کره زمین
در تاریخ ۳۰ اردیبهشت ۱۴۰۲ ناوگروه ۸۶ نیروی دریایی ارتش جمهوری اسلامی ایران متشکل از ناوشکن تمام ایرانی دنا و ناوبندر مکران پس از ۸ ماه دریانوردی و طی مسافت بیش از ۶۵ هزار کیلومتر مسیر دریایی که با هدف طی یک دور ۳۶۰ درجه دور کره زمین بود، در بندرعباس پهلوگیری کرد.
این ناوگروه پس از اعزام به ماموریت دور کره زمین از مبدأ بندرعباس، در نخستین ایستگاه در بندر بمبئی هند توقف کرد و سپس با عبور از خلیج بنگال و تنگه مالاگا در جاکارتا پایتخت اندونزی پهلو گرفت. ناوگروه با ادامه مسیر به سمت دریای جاوه و عبور از تنگه ماکاسار و دریای سلب، برای نخستین بار در تاریخ دریانوردی نظامی ایران پا به عرصه وسیع و پهناور اقیانوس آرام گذاشت و با عبور از بیشترین عرض اقیانوس آرام و گذر از کنار جزایر میکرونزی و پولینزی به سمت تنگه ماژلان در جنوب قاره آمریکا حرکت کرد و با عبور از این تنگه وارد اقیانوس اطلس جنوبی شد و سپس با حرکت به سمت شمال و عبور از سواحل شیلی، آرژانتین، اروگوئه و برزیل، نهایتا در بندر ریو دو ژانیروی برزیل پهلوگیری کرد که این پهلوگیری مصادف با یکصدوبیستمین سالگرد برقراری روابط ایران و برزیل بود. ناوگروه ۸۶ نیروی دریایی ارتش پس از توقف چند روزه در ریودوژانیرو، با عبور از عرض اقیانوس اطلس در شهر کیپ‌تاون آفریقای جنوبی پهلوگیری کرد و در این شهر نیز چند روزی توقف کرد و پس از آن طی یک دریانوردی حدودا ۴۰ روزه، در بندر صلاله عمان پهلوگیری کرد. این ناوگروه در تاریخ ۳۰ اردیبهشت ۱۴۰۲ پس از ۸ ماه دریانوردی در بندرعباس پهلوگیری کرد.